# Ivan Maestro
Ivan Maestro (Madrid, 1988. december 13. –) spanyol motorversenyző, jelenleg a MotoGP 250 köbcentiméteres géposztályában versenyez.
A MotoGP-ben 2006-ban mutatkozott be, az azóta eltelt három év alatt eddig összesen nyolc versenyen indult. Pontot ezeken nem szerzett.

## Külső hivatkozások
- Profilja a MotoGP hivatalos weboldalán[halott link]